# Palazzo del Comune (Parma)

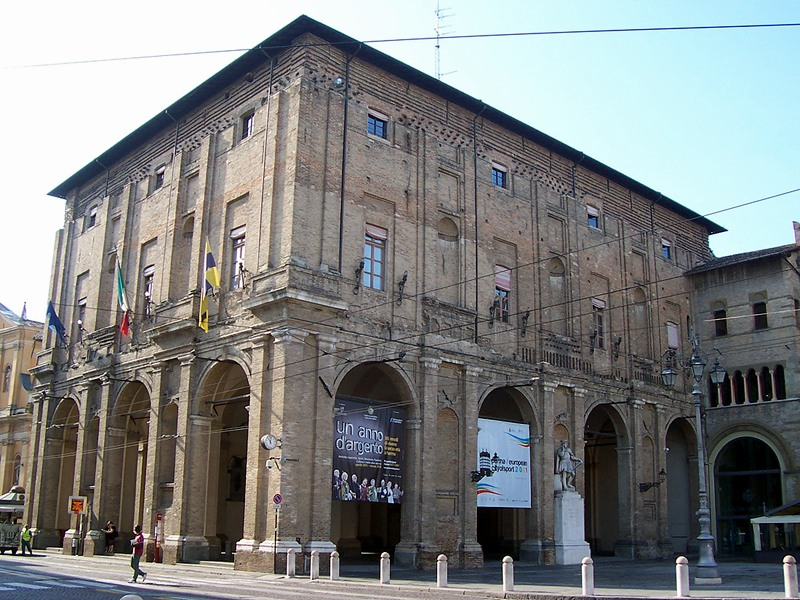
Palazzo del Comune in Parma von Nordwesten

Der Palazzo del Comune ist ein Renaissancepalast, ursprünglich aus dem 13. Jahrhundert, in Parma in der italienischen Region Emilia-Romagna. Er liegt in der Stadtmitte an der Südostecke der Piazza Garibaldi und beherbergt die Stadtverwaltung.

## Geschichte

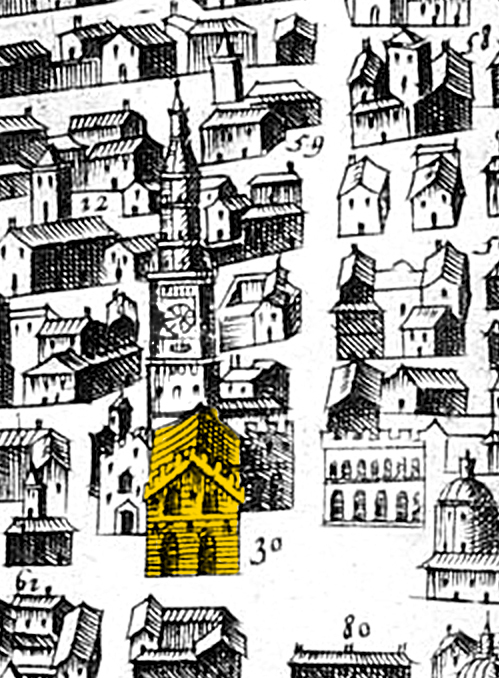
Der Palazzo del Capitano del Popolo (in gelb) auf einem Plan aus dem 16. Jahrhundert. Hinter dem Palast sieht man den imposanten Torre Civica, der heute nicht mehr existiert

Der erste Palazzo del Capitano del Popolo, der auch „Palazzo Comunale Nuovo“ genannt wurde, wurde von 1281 bis 1282 am Hauptplatz der Stadt, dem „Platea Communis“ (heute: Piazza Garibaldi), neben dem Palazzo del Podestà errichtet. Die beiden Gebäuden wurden mit einem kleinen Eingang und einer Treppe verbunden. Das im spätromanischen Stil errichtete Gebäude diente als Residenz des Capitano und gleichzeitig als neuer Sitz der Stadtverwaltung, die vorher im heute nicht mehr existierenden Palazzo del Torello untergebracht war. Auf der Rückseite des Gebäudes wurde 1287 das Kriminalgefängnis („della Camusina“ genannt) und der Torre Civica errichtet, der jahrhundertelang wegen seiner bemerkenswerten Höhe ein Zeichen des Stolzes für die Stadt Parma war.
Vermutlich wegen seines hohen Gewichtes und der zahlreichen Aufstockungen stürzte der Turm am 27. Januar 1606 plötzlich ein, zerstörte den Palazzo del Capitano del Popolo und den Carcere della Camusina und verursachte den Tod von 26 Menschen.
1627 wurde der Architekt Giovanni Battista Magnani aus Parma mit dem Bau eines neuen Palastes betraut, der im Stile der Spätrenaissance nach dem Muster des Palazzo Farnese in Piacenza errichtet werden sollte. Der Bau wurde 1673 fertiggestellt, auch wenn die äußeren Verzierungen unvollendet blieben.
Zwischen dem 17. und dem 18. Jahrhundert wurde die große Vorhalle im Erdgeschoss vermauert und als Zolllager, Ladengeschäfte und anderes genutzt, bis die Bögen 1770 wieder vollständig geöffnet wurden.
Auf der Seite zur Kirche San Vitale hin wurde 1829 in einer Nische ein von Paolo Toschi geschaffener Brunnen aufgestellt, auf dem das Monument des Herakles und des Antaios (in der Stadt „I du brasè“ genannt), das vom flämischen Künstler Teodoro Vandersturck zwischen 1684 und 1687 für den Palazzo del Giardino geschaffen wurde, platziert wurde. Die originale alte Statue wurde später in der Mitte des Innenhofes des Palazzo Cusani aufgestellt, wobei auf dem Brunnen aus dem 19. Jahrhundert dennoch eine Kopie verblieb.
Einige Jahre später, 1870, wurde im Erdgeschoss, in einer Nische zur Piazza Garipaldi hin, dagegen ein Denkmal der Correggios aufgestellt, das der Bildhauer Agostino Ferrarini geschaffen hatte.
Heute ist in dem Palast der Sitz der Stadtverwaltung von Parma.

## Beschreibung

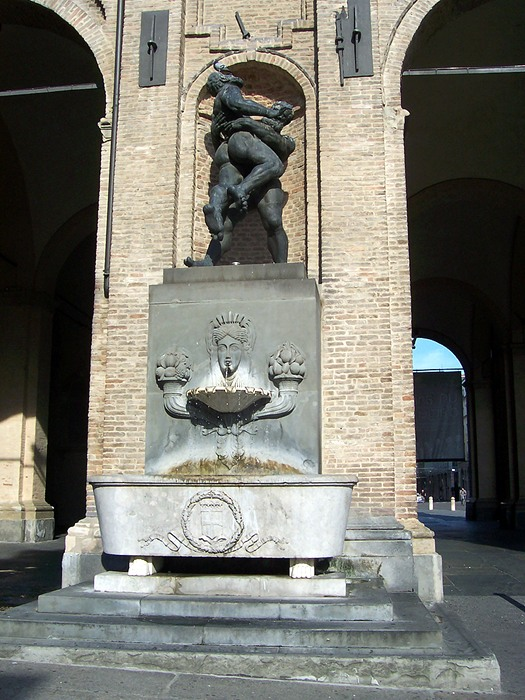
Kopie des Standbildes von Herakles und Antaios

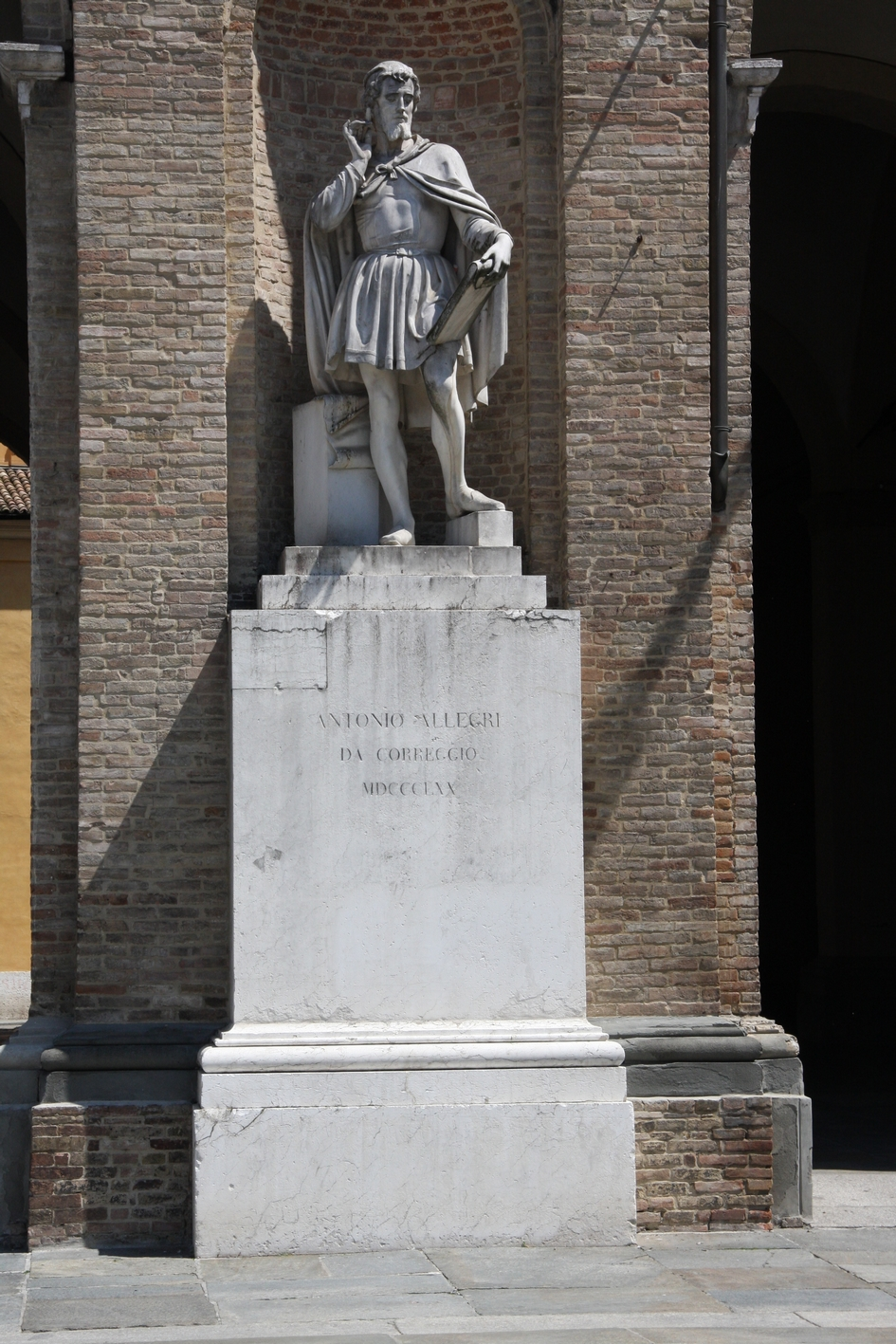
Denkmal der Correggios

Der Palast, der vollständig aus Mauerziegeln erstellt wurde, erhebt sich über hohe Vorhallen, die in der Stadt „Voltoni del Grano“ heißen, weil sich dort über Jahrhunderte, bis 1908, fast ununterbrochen der Kornmarkt befunden hatte. Zwischen 1887 und 1976 wurden an den Pilastern zahlreiche Marmor- und Steintafeln zur Erinnerung an historische Ereignisse in der Stadt und im Land angebracht, darunter die zu Ehren der Gefallenen von Afrika, geschaffen von Alessandro Marzaroli im Jahre 1903, und die Giuseppe Mazzini geweihte, die Giovanni Chierici 1887 schuf. In den 2007 vollständig restaurierten „Voltoni del Grano“ finden zeitweilig Ausstellungen und Veranstaltungen statt.
Das massive Gebäude wird durch zahlreiche Paneele, Pilaster und Nischen aufgelockert, was typisch für die Renaissance ist. Obwohl die Dekoration unvollständig ist, bereichert sie die Fassaden, ebenso wie die beiden Denkmäler zur Piazza Garibaldi, bzw. zur Kirche San Vitale hin.
In den Innenräumen, die über eine mit Fresken verzierte Treppe erreichbar sind, sind zahlreiche bedeutende Werke untergebracht, darunter Gemälde von Annibale Carracci, Ilario Spolverini und Cervasio und Bernardino Gatti.

### Ratssaal

#### Geschichte
Der große Raum für die Versammlungen des Stadtrates wurde ab 1880 in Folge der Zunahme der Anzahl der Ratsherren vollständig umgebaut.
1883 beauftragte der Stadtrat nach der Fertigstellung des Umbaus des Vorraums, den bekannten Bühnenbildner Girolamo Magnani, zu dem sich der Maler Cecrope Barilli gesellte, mit der Dekoration des Hauptsaals. Die Arbeiten wurden 1885 abgeschlossen, während die hölzerne Einrichtung, die nach Zeichnungen von Magnani gefertigt wurde, im Jahr darauf fertig wurde.

#### Dekoration
Der rechteckige Salon hat eine Klostergewölbedecke, die vollständig mit Fresken bedeckt ist und eine gemalte Architektur in grauem Sandstein mit monochromen Verzierungen zeigt, die zwei große Rechtecke oben und eine Reihe von Lünetten auf den Seiten rahmen.
Es gibt drei fiktive Schlusssteine. Die beiden äußeren sind von je vier Medaillons umgeben, die bekannte Männer der Stadt zeigen: Im Norden Alessandro Farnese, Giuseppe Verdi, Parmigianino und Jacopo Sanvitale und im Süden Angelo Mazza Paolo Toschi, Macedonio Melloni und Giacomo Tommasini. Um diese herum findet man darüber hinaus allegorische, weibliche Figuren der Tugenden: Im Norden die Mäßigung, die Vorsicht, die Standhaftigkeit in der Schlacht und die Gesetzeskraft, im Süden die Justizia, die Standhaftigkeit in der Entscheidung, die Nachdenklichkeit und die Fülle.
Die beiden Lünetten auf den kürzeren Seiten zeigen das Kreuzfahrerschild, das Wappen der Stadt, gestützt von einem Paar Putten, bzw. die allegorische Darstellung des Parma-Baches.
Die beiden Rechtecke in der Mitte und die vier Lünetten auf den langen Seiten, die von Cecrope Barilli gemalt wurden, feiern die Stadt Parma. Oben auf der Nordseite wird die Zerstörung von Vittoria 1248 durch die Bürger von Parma und die Lagerstadt, die der Kaiser des Heiligen Römischen Reiches, Friedrich II. während der Belagerung von Parma errichten ließ, gezeigt. Oben auf der Südseite ist dagegen das Plebiszit von 1860 abgebildet, das die Aufnahme des Herzogtums Parma und Piacenza in des Königreich Italien erlaubte.
Die Lünetten zeigen die Kennzeichen des Landes: Die Musik und die Künste, die Fruchtbarkeit der Landwirtschaft im Frühjahr und im Sommer, die Fruchtbarkeit der Landwirtschaft im Herbst, die Geometrie, die Astronomie und die Medizin.
Die Wände sind mit einer Reihe von Stuckrahmen verziert, die gemalte rote und schwarze Marmortafeln einrahmen, die nach Zeichnungen von Magnani geschaffen wurden, der sich auch um die Gestaltung der aufwändigen Messingapplikationen und des großen Leuchters in der Mitte kümmerte.
Auf den vier Seiten sind schließlich die originalen Holzbänke angeordnet, die vom Zimmermann Pietro Zinelli nach Anweisung des Bühnenbildners geschnitzt wurden.